# Cardiacera miliacea
Cardiacera miliacea är en tvåvingeart som först beskrevs av Friedrich Georg Hendel 1914.  Cardiacera miliacea ingår i släktet Cardiacera och familjen Pyrgotidae. Inga underarter finns listade i Catalogue of Life.